# Herbach (Herzogenrath)

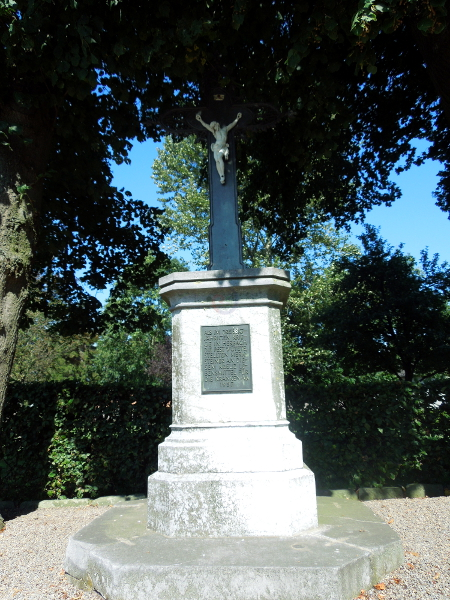
Wegekreuz in Herbach

Herbach ist ein Ortsteil von Merkstein, Stadt Herzogenrath, in der Städteregion Aachen in Nordrhein-Westfalen.

## Lage
Herbach ist der nördlichste Ortsteil der Stadt Herzogenrath und liegt direkt am Uebach. Nachbarorte sind im Norden Übach und Palenberg, im Westen Hofstadt und im Süden Plitschard. Durch den Ort verläuft die Kreisstraße 11.

## Allgemeines
Herbach ist ein kleines ländlich geprägtes Dorf. In und um Herbach finden sich zahlreiche römische Siedlungsreste.

## Verkehr
Die AVV-Buslinie HZ3 der ASEAG verbindet den Ort mit Hofstadt, Merkstein und Herzogenrath.
| Linie | Verlauf                                                                                     |
| ----- | ------------------------------------------------------------------------------------------- |
| HZ3   | (Herzogenrath Schulzentrum –) Herzogenrath Bf – Merkstein – Plitschard – Herbach – Hofstadt |

## Vereine
- Instrumental-Verein Herbach 1895 e. V.